# Mein Panzer
Mein Panzer – turowa gra bitewna, produkcji firmy ODGW, dostosowana do rozgrywania bitew figurkami, w praktycznie każdej skali, lecz największą popularność zdobyła ona wśród skali 1/285. Gra została stworzona w celu rozgrywania bitew historycznych mających miejsce podczas II wojny światowej. Jej realizm oraz mnogość zasad umożliwiają graczom rozegranie nieskończonej liczby scenariuszy.

## Organizacja oddziałów
Piechota - piechota w grze Mein Panzer zorganizowana na podstawie grup ogniowych czyli potocznie zwanych "standów". Każda z grup ogniowych jest oparta na rodzaju broni jakiej używa, i tak mogą to być np. miotacze ognia, karabiny maszynowe lub nawet broń przeciwpancerna.
Pojazdy - każdy pojazd używany w bitwie jest reprezentowany przez jedną figurkę. Zapewnia to realistyczne podejście do sprawy organizacji plutonów oraz wszelakich oddziałów pojazdów. Każdy pojazd posiada cztery strefy trafienia i są to: przód, tył, boki oraz góra pojazdu.
Państwa uczestniczące w konflikcie to między innymi: Stany Zjednoczone, Niemcy, Rosja, Wielka Brytania, Francja, Japonia oraz Polska.